# Koivikkoluoto (ö i Södra Savolax, Nyslott, lat 62,03, long 28,57)
Koivikkoluoto är en ö i Finland. Den ligger i sjön Haukivesi och i kommunen Rantasalmi i den ekonomiska regionen  Nyslotts ekonomiska region  och landskapet Södra Savolax, i den sydöstra delen av landet, 280 km nordost om huvudstaden Helsingfors. Öns area är 0,9 hektar och dess största längd är 150 meter i öst-västlig riktning.